# Kirin Cup
Kirin Cup er en fodboldturnering der bliver afholdt i Japan af bryggeriet Kirin Company. Værten, Japan, er deltager i hver udgave. Turneringen blev grundlagt i 1978 som en international klubturnering, og blev sidste gang afholdt i sin fulde form i 2011. Fra 1992 og frem blev formatet ændret til en turnering for landshold. Den første nation til at vinde turneringen var Argentina.
I juni 2016 genopstod turneringen efter fem års pause, og fik deltagelse af Bosnien-Hercegovina, Bulgarien, Danmark, og værterne fra Japan.

## Kirin Cup 2016
| Semifinale |   |                       | Resultat  |
| Danmark    | - | Bosnien & Hercegovina | 5-6 (2-2) |
| Japan      | - | Bulgarien             | 7-2       |
| Finale     |   |                       | Resultat  |
| Japan      | - | Bosnien & Hercegovina | 1-2       |
| 3. Plads   |   |                       | Resultat  |
| Danmark    | - | Bulgarien             | 4-0       |

## Tidligere vindere
2016: Bosnien og Hercegovina
2011: Tjekkiet
2009: Japan
2008: Japan
2007: Japan
2006: Skotland
2005: Peru
2004: Japan
2003: Argentina
2002: Japan
2001: Japan